# Língua kim
A língua Kim do sul do Chade é uma língua Mbum-Day por 15 mil pessoas. É um dos três membros do grupo línguas Kim, juntamente com a língua besme e  Goundo.
A língua já foi erroneamente classificada como  Chádica e chamada de   Massa , um nome de Chádico.
Há forte divergência dialética; Blench considera Garap (Éré), Gerep (Djouman, Jumam), Kolop (Kilop, Kolobo) e Kosop (Kwasap, Kim) como línguas distintas..